# Bank-now
Die Bank-now AG (Eigenschreibweise BANK-now) mit Hauptsitz in Horgen im Kanton Zürich ist eine im Konsumkredit- und Leasinggeschäft tätige Schweizer Bank. Der Geschäftszweck umfasst die Gewährung von Konsumkrediten an Private sowie das Konsumgüter-Leasinggeschäft für Private und kleinere Unternehmungen.

## Geschichte und Unternehmen
Die BANK-now AG ist eine 100-prozentige Tochtergesellschaft der Credit Suisse (Schweiz) AG, welche seit der Übernahme der Credit Suisse Group AG durch die UBS Group AG zur UBS gehört. Sie ging Ende 2006 aus dem Zusammenschluss der ehemaligen Geschäftsbereiche Privatkredit und Leasing der Credit Suisse sowie der Integration der City Bank AG hervor. BANK-now verfügt schweizweit über 16 Filialen und beschäftigt rund 300 Mitarbeitende.